# Древиц, Иван Григорьевич
Иван Григорьевич Древиц, в некоторых источниках указан как Древич, (Иоганн фон Древиц; нем. Johann von Drewitz, пол. Iwan  Drewicz, 1733 год или 1739—1783 годы) — генерал-майор, участник войны с польскими конфедератами (1768—1772 годы).
Кавалер ордена Святого Георгия III-й степени, за № 3.

## Ранние годы
Иван Григорьевич происходил из немецких дворян. Во время Семилетней войны служил капитаном в прусской армии, где командовал ротой пехоты. Во время осады Штеттина перебежал к русским.

## На русской службе
В 1759 год Иоганн фон Древиц поступил на русскую военную службу. В русской армии служил в полках сербских и венгерских гусар, получил чин полковника. На русской службе его немецкая фамилия «трансформировалась на южно-славянский лад — Древич».
Во главе Венгерского гусарского полка Иван Древиц принимал участие в войне с барскими (польскими) конфедератами (1768—1772). Он командовал полком в российском корпусе под предводительством генерал-майора Петра Кречетникова. Его полк был назначен для защиты русского посланника, князя Николая Васильевича Репнина.
Участвовал в многочисленных боях и стычках с отрядами барских конфедератов, руководимых французскими офицерами, под Кротошином, Рашкуве и Здунами в 1768 году, под Пакостью, Львовом, Бережанами, Хощувом и Торунью в 1769 году, под Избами и Пиньчувом в 1770 году.
Полковник Иван Древич особенно отличился в бою под Доброй, за что 3 февраля 1770 года был награждён орденом Святого Георгия III-й степени за № 3 по кавалерским спискам:
За разбитие 12-го генваря 1770 года с полковником Ренне в Польше при местечке Добре весьма многолюдной неприятельской партии и отбитие 15-ти пушек.
С сентябре 1770 года по август 1772 года, Иван Древиц руководил осадой Ясногурского монастыря в Ченстохове, оборону которого возглавлял Казимир Пулавский. В ноябре 1772 года осаждал монастырь босых кармелитов в Загуже.
Во время наведения порядка в Польском королевстве, в связи с усмирением барской конфедерации Иван Древиц прославился своей жестокостью. По его приказу многие пленные конфедераты, нарушившие обещание (данное своё дворянское слово) после первого пленения не выступать против русских, потеряли права военнопленных, подвергались пыткам и были убиты, других продавали в качестве новобранцев в прусскую армию. Занимался разграблением имущества таких конфедератов.
А. В. Суворов, которому Древиц был придан для проведения совместных операций, резко отрицательно отзывался о его способностях, тем более, что полковник Древиц получил большие силы, чем генерал-майор Суворов, и при этом оправдывал свои неудачи ссылками на военное искусство противника. Грабежи и зверства Древица и его людей, возвращали, по словам Суворова, к стыду России, «варварские времена». Прослужив к тому времени в русской армии около десяти лет, Древиц не потрудился выучить русский язык.

В письме к покровителю полковника генералу И. И. Веймарну в октябре 1769 Суворов писал:
"Mr. Drewiz prahlet bey die Preußen gedient zu haben ich prahle aber daß ich sie allemahl geschlagen habe («Месье Древиц хвастает, что служил у пруссаков, а я хвастаю, что всегда колотил их»).
Вслед за тем Иван Древиц командовал Белорусским гусарским полком и 22 сентября 1775 года был произведён в бригадиры.
В 1774 году участвовал в подавлении Пугачевского восстания. Согласно одному из первых распоряжений графа Панина по назначении его главнокомандующим сил, действовавших против Пугачёва, Древиц — с двумя эскадронами собственных его венгерских гусар, одним эскадроном владимирских драгун, 30 донскими казаками и 3 орудиями — был отправлен на линию Переяславль-Рязанский — Ряжск для создания заслона на случай прорыва Пугачёва к Москве.
В 1772 году Иван Древиц приобрел имения в окрестностях Витебска и был вписан в реестр помещиков. В 1777 году он получил чин генерал-майора. Скончался Иван Григорьевич в мае 1783 года.

## Семья
- Сын — генерал-майор Фёдор Иванович Древиц (1767—1816), участник русско-турецкой войны (1787—1791), подавления польского восстания под руководством Т. Костюшко (1794) и наполеоновских войн.

## Комментарии
1. ↑  По кавалерским спискам.
2. ↑  См., например, рапорт генералу Веймарну от 30 апреля 1770 (Суворов. Документы, с. 244—246)
3. ↑  Сам Древиц в официальной переписке с Суворовым оправдывал недостаточную информативность своих рапортов недостаточным знанием русского языка (Суворов. Документы, с. 244)